# Estadio Jardines del Kelito
El Estadio Jardines del Kelito es un estadio de fútbol de Paraguay que se encuentra ubicado en la ciudad de Asunción. En este escenario, que cuenta con capacidad para 6500 personas, hace las veces de anfitrión el equipo de fútbol del Club River Plate.
Originalmente el club tuvo su primera cancha en donde hoy es la esquina de las avenidas Mariscal López y General Santos, para este escenario el club recibió una donación (de una fábrica de helados) de unos carteles de latón con la leyenda Helados Kelito, para usufructuarlo como vallado. De ahí que comenzó a conocerse al club y a su antiguo campo de juego como Kelito. Décadas después cuando el club adquirió un predio para su nuevo estadio, ante la exuberante vegetación de la zona en la que se encontraba se lo empezó a conocer como Los jardines del Kelito.
Para la temporada 2016, que River Plate compitió de nuevo en la Primera División, se tenía proyectado la ampliación del estadio con nuevas graderías en el sector este, lo que aumentaría su capacidad a unos 9000 espectadores, proyecto que finalmente no fue ejecutado. Además se instaló un moderno sistema de regadío automático, se mejoraron los vestuarios y se tenía que implementar el sistema de iluminación.
A mediados de abril de 2016, se fueron iniciados los trabajos del sistema lumínico, y para principios de julio se hicieron las primeras pruebas de su funcionamiento, se instalaron cuatro torres con 18 reflectores por cada torre. Así el sábado 16 de julio de 2016 fue inaugurado oficialmente el sistema lumínico del estadio en el partido que enfrentó al club General Díaz por la segunda fecha del Torneo Clausura,el partido terminó empatado sin goles.
Este encuentro además significó el retorno de un partido de Primera División a este escenario tras 22 años.  
En 2017 se construyó un nuevo sector de plateas, con una capacidad para 1500 personas, con lo que la capacidad del estadio aumentó a 6500 espectadores. 